# Lithocarpus megalophyllus
Lithocarpus megalophyllus är en bokväxtart som beskrevs av Alfred Rehder och Ernest Henry Wilson. Lithocarpus megalophyllus ingår i släktet Lithocarpus och familjen bokväxter. Inga underarter finns listade.